# 莫斯維爾 (伊利諾伊州)
莫斯維爾（英語：Mossville）是位於美國伊利諾伊州皮奧里亞縣的一個非建制地區。該地的面積和人口皆未知。

## 地理
莫斯維爾的座標為40°48′56″N 89°34′03″W / 40.81556°N 89.56750°W，而該地的平均海拔高度為142米（即466英尺）。